# Šarūnas Šulskis
Šarūnas Šulskis est un joueur d'échecs lituanien né le 26 novembre 1972 à Kėdainiai.
Au 1er juin 2018, il est le troisième joueur lituanien avec un classement Elo de 2 506 points.

## Biographie et carrière
Grand maître international depuis 1996, Sulskis a remporté huit fois le championnat de Lituanie (en 1991, 1994, 1998, 2007, 2009, 2011, 2014 et 2015).

### Tournois internationaux
En 2002, il remporta le fort open Goodricke de Calcutta, au départage devant Krishnan Sasikiran. La même année, il finit deuxième ex æquo derrière Vladimir Epichine à l'open de l'île de Man.
Il gagna le tournoi de Hastings en 2018-2019 (ex æquo avec cinq autres joueurs) et en 2022-2023 (seul vainqueur avec 8 points sur 10).

### Championnats du monde
Šarūnas Šulskis a participé à trois championnats du monde de la Fédération internationale des échecs :
- en 1997, à Groningue, il fut éliminé au premier tour par Jóhann Hjartarson[3] ;
- en 2001, à Moscou, il battit Alexander Graf au premier tour avant de perdre face  à Peter Svidler au deuxième tour[4] ;
- en 2004, à Tripoli en Libye, il battit Bartłomiej Macieja au premier tour avant de perdre face à Konstantin Sakaïev au deuxième tour[5].

### Championnats d'Europe
Šarūnas Šulskis finit sixième du Championnat d'Europe d'échecs individuel en 2002 puis neuvième en 2003,.
En 2002, il fut deuxième du championnat open de l'Union européenne disputé à Liverpool et remporté par Nigel Short.

### Compétitions par équipe
Šarūnas Šulskis a représenté la Lituanie lors de neuf olympiades de 1994 à 2016, jouant au premier échiquier de l'équipe nationale en 2014,.
Il a participé à cinq championnats d'Europe par équipe, jouant au deuxième échiquier en 1997 et 2005 puis au premier échiquier en 2007, 2009 et 2011.